# 孔延之 (曲阜)
孔延之（?—?），曲阜人，孔子四十五世孙，孔宪之独子，中兴祖孔仁玉之孙。进士及第，赐殿中丞。生有二子，孔宗简、孔宗亮，宗简、宗亮皆无传，孔宪一支绝嗣。

## 子
- 孔宗简，官至太子中舍
- 孔宗亮，官至太常寺太祝